# 绥安郡
绥安郡，中国古代的郡。
西晋时设置，治所在今湖北省仙桃市西南。辖境相当今湖北省潜江、荆门、远安、南漳等市县部分地区。后改名长宁郡。 